# Ходжабаев, Давлетбай Гельдиевич
Давлетбай (Давлет) Гельдиевич Ходжаба́ев (25 октября 1931 — 26 сентября 2019) — советский, туркменский артист цирка, наездник-джигит, конный акробат, дрессировщик лошадей. Народный артист СССР (1985).

## Биография
Давлетбай Ходжабаев родился 25 октября 1931 года (по официальным данным), (по его собственным словам — в 1928-м, по другим источникам — в 1929-м) в Ташаузе (ныне Дашогуз, Туркменистан) (по другим источникам — в Порсинском (Калининском) районе (ныне Болдумсазский этрап, Дашогузский велаят, Туркменистан)).
Рано остался без родителей. Воспитывался в Байрамалийском детдоме.
Учился в музыкальной школе Ашхабада игре на скрипке, фортепиано, ударных инструментах, много читал. Был лучшим акробатом в Доме пионеров. Учился балету у хореографа И. В. Бойко.
В 1945 году, в Ашхабаде, в числе 50 ребят был отобран для работы в цирке, в качестве артиста в ансамбль туркменских цирковых наездников под руководством А. Калганова, где вскоре стал одним из ведущих участников.
В 1953 году был призван в армию, служил в кавалерийском полку в Москве. В 1953—1956 годах совершенствовался в верховой езде в Высшей офицерской кавалерийской школе им. С. М. Будённого, работал в манеже Министерства обороны СССР.
В 1956—2010 годах — руководитель конно-акробатического ансамбля туркменских наездников.
Создатель одного из лучших в мире ансамблей джигитов в советском и российском цирке. В 1964 году ансамблю присвоено почётное звание заслуженного коллектива Туркмении.
В 1957 году выступал на Всемирном фестивале молодежи и студентов в Москве.
В 1978 году с партнёрами подготовил тематический номер «Эхо Азии», где в сценах воссоздаётся образ древнего Востока.
Гастролировал с ансамблем во всех цирках СССР и за рубежом во многих странах: Югославия, Италия, Финляндия, Бельгия, Франция, США, Канада, Турция, ФРГ, Швейцария, ГДР, Перу, Аргентина, Мексика.
Снимался в кино.
Жил в Москве. В последние годы работал в Российской государственной цирковой компании.
Скончался 26 сентября 2019 года в Москве. Похоронен на Перепечинском кладбище в Солнечногорском районе Московской области.

## Награды и звания
- Заслуженный артист Туркменской ССР (1957)
- Народный артист Туркменской ССР (1962)
- Медаль «За трудовую доблесть» (14 февраля 1980) — за заслуги в развитии советского циркового искусства[8][9].
- Народный артист СССР (5 октября 1985)
- Орден Почёта (10 октября 2002) — за многолетнюю плодотворную деятельность в области культуры и искусства[2][10][11]

## Фильмография
- 1948 — Далёкая невеста — эпизод
- 1955 — Шарф любимой — эпизод
- 1967 — Мятежная застава — эпизод

### Участие в фильмах
- 1979 — Цирковые наездники (документальный)